# 30e division de réserve bavaroise
Pour les articles homonymes, voir 30e division.
La 30e division de réserve bavaroise est une unité de l'armée allemande qui participe lors de la Première Guerre mondiale aux principales batailles du front de l'Ouest.

## Première Guerre mondiale

### Composition

#### 1914
- 10e brigade d'infanterie bavaroise de réserve

11e régiment d'infanterie de réserve bavarois
15e régiment d'infanterie de réserve bavarois
- 5e brigade d'Ersatz bavaroise

2e régiment d'infanterie d'Ersatz bavarois
4e régiment d'infanterie d'Ersatz bavarois
- 84e brigade de landwehr

70e régiment de réserve
- 9e régiment de hussards de réserve
- 1re, 13e, 31eet 80e batterie d'ersatz d'artillerie de campagne
- génie

4e compagnie du 15e bataillon de pionniers
2e compagnie de pionniers de landwehr

#### 1915
- 10e brigade d'infanterie bavaroise de réserve

11e régiment d'infanterie de réserve bavarois
15e régiment d'infanterie de réserve bavarois
- 5e brigade d'Ersatz bavaroise

2e régiment d'infanterie d'Ersatz bavarois
4e régiment d'infanterie d'Ersatz bavarois
- 84e brigade de landwehr

70e régiment de réserve
- 9e régiment de hussards de réserve
- 239e régiment d'artillerie de réserve
- génie

4e compagnie du 15e bataillon de pionniers
2e compagnie de pionniers de landwehr

#### 1916
- 10e brigade d'infanterie bavaroise de réserve

11e régiment d'infanterie de réserve bavarois
15e régiment d'infanterie de réserve bavarois
- 5e brigade d'Ersatz bavaroise

2e régiment d'infanterie d'Ersatz bavarois
4e régiment d'infanterie d'Ersatz bavarois
- 84e brigade de landwehr

70e régiment de réserve
- 9e régiment de hussards de réserve
- artillerie :

239e régiment d'artillerie de campagne de réserve
262e régiment d'artillerie de landwehr

#### 1917
- 5e brigade d'Ersatz bavaroise

8e régiment de landwehr bavarois
15e régiment de landwehr bavarois
4e régiment d'infanterie d'Ersatz bavarois
- 2e escadron du 9e régiment de hussards de réserve
- 8e régiment d'artillerie de campagne bavarois de réserve
- 22e bataillon de pionniers bavarois

#### 1918
- 5e brigade d'Ersatz bavaroise

8e régiment de landwehr bavarois
15e régiment de landwehr bavarois
4e régiment d'infanterie d'Ersatz bavarois
- 1 escadron du 1er régiment de réserve bavarois
- 20e commandement d'artillerie divisionnaire bavarois

4e régiment d'artillerie de campagne bavarois de réserve
- 22e bataillon de pionniers bavarois

## Chefs de corps
| Grade           | Nom                      | Date                                |
| --------------- | ------------------------ | ----------------------------------- |
| Generalleutnant | Karl Albert von Knoerzer | 2 août 1914 - 9 septembre 1915      |
| Generalmajor    | Robert Krause            | 10 septembre 1915 - 17 janvier 1917 |
| Generalleutnant | Hermann Beeg (de)        | 18 janvier 1917 - 5 juillet 1918    |
| Generalmajor    | Wilhelm von Reitzenstein | 6 juillet 1918 - 1919               |